# I Forgot to Remember to Forget
"I Forgot to Remember to Forget" is een nummer van de Amerikaanse zanger Elvis Presley. Het nummer verscheen op 20 augustus 1955 als single.

## Achtergrond
"I Forgot to Remember to Forget" is geschreven door Charlie Feathers en Stan Kesler en geproduceerd door Sam Phillips. Presley nam het nummer op 11 juli 1955 op in de Sun Studio. Zijn band bestond uit gitarist Scotty Moore, contrabassist Bill Black en drummer Johnny Bernero. Het nummer wordt omschreven als "het nummer dat het dichtst bij een traditioneel countrylied kwam in de tijd van het trio bij Sun Records".
"I Forgot to Remember to Forget" werd op 20 augustus 1955 uitgebracht als single met dubbele A-kant, samen met "Mystery Train". Het is de vijfde en laatste single die hij uitbracht voor Sun voordat hij overstapte naar RCA Records. RCA bracht de single na zijn overstap, in december 1955, opnieuw uit. Het werd de eerste nummer 1-hit van Presley; alhoewel de single niet in de Billboard Hot 100 verscheen, behaalde het wel de hoogste positie in de Amerikaanse countrylijst.

## Covers
"I Forgot to Remember to Forget" is gecoverd door een aantal artiesten. The Beatles namen het op 1 mei 1964 op voor het BBC-radioprogramma From Us to You, dat op 28 mei werd uitgezonden. Het is het laatste nummer dat de band voor de BBC opnam dat niet op EMI Records werd uitgegeven. De band werd beïnvloed door skamuziek toen zij dit nummer opnamen; deze muziekstijl had enkele maanden eerder ook al invloed op de albumtrack "I Call Your Name". De cover verscheen in 1994 op het album Live at the BBC.
Andere artiesten die "I Forgot to Remember to Forget" hebben gecoverd, zijn onder meer Johnny Cash, Bob Dylan met The Band, Robert Gordon, Johnny Hallyday, Chris Isaak, Chuck Jackson, Wanda Jackson, Jerry Lee Lewis, Barbara Pittman, en B.J. Thomas.